# Lloyd LaBeach
Lloyd Berrington LaBeach (né le 28 juin 1922 à Panama et décédé le 19 février 1999 à New York à l'âge de 74 ans) est un athlète panaméen spécialiste du sprint qui a gagné deux médailles de bronze aux Jeux olympiques d'été de 1948.

## Biographie
Son frère, Byron LaBeach, concourut pour la Jamaïque aux Jeux olympiques d'été de 1952 à Helsinki.

## Palmarès
| Date | Compétition     | Lieu    | Résultat | Épreuve | Performance |
| ---- | --------------- | ------- | -------- | ------- | ----------- |
| 1948 | Jeux olympiques | Londres | 3e       | 100 m   | 10 s 4      |
| 1948 | Jeux olympiques | Londres | 3e       | 200 m   | 21 s 2      |

### Records
| Épreuve    | Performance | Lieu | Date |
| ---------- | ----------- | ---- | ---- |
| 100 mètres | 10 s 2      |      | 1948 |
| 200 mètres | 20 s 7      |      | 1950 |